# 神戸市交通局2000形電車
神戸市交通局2000形電車（こうべしこうつうきょく2000がたでんしゃ）は、かつて神戸市交通局に在籍していた通勤形電車。1988年より6両編成4本（24両）が製造された。

## 概要
1988年4月の北神急行電鉄開業および同線との相互直通運転開始に合わせて増備された。当初は5両編成4本の20両であったが、1989年に付随車1両を増結して6両編成4本の24両となった。西神・山手線用車両としては最少の車両数である。
編成番号は1000形の続番で、第1編成が2119Fとなっている。

## 構造

### 車体

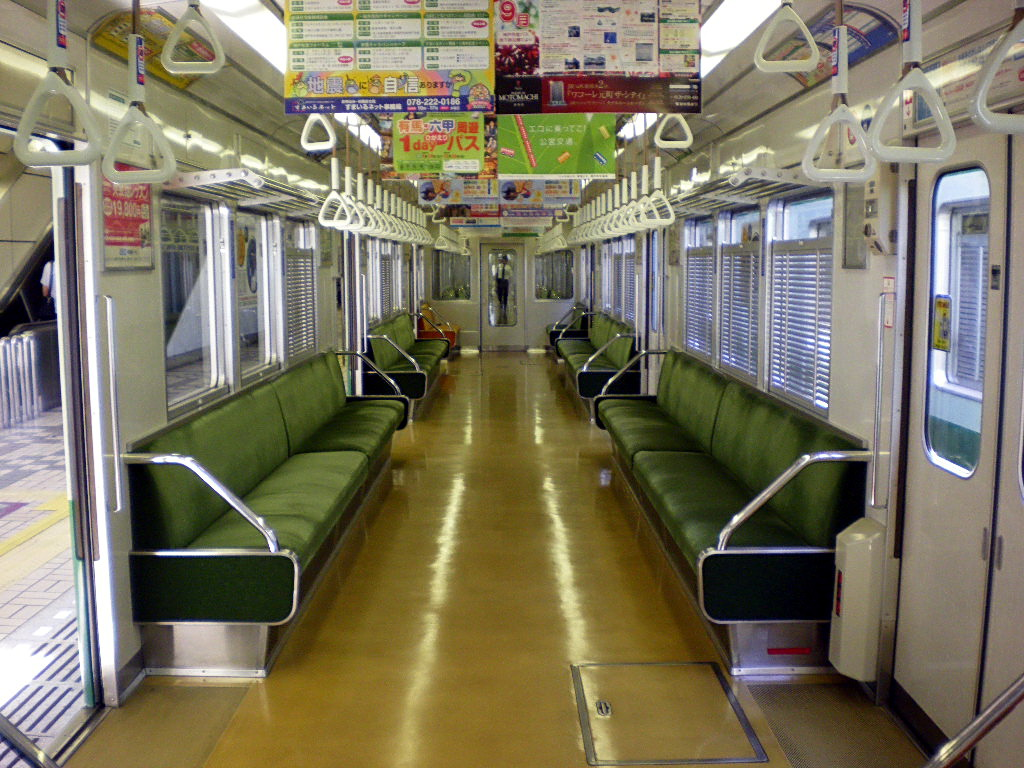
車内（更新前）

車体は1000形と同様のアルミ合金製19m3扉車体で、1000形との変更点は少ないが、前面デザインが大幅に変更されている。
前面は非常用貫通扉が助士席側に寄せられ、運転席が広くなった。前面窓には大型曲面ガラスが使用され、上部の窓内に行先表示器を設置、車両番号も同じく窓内に標記されている。方向幕は前面・側面とも1000形より大型化されており、判別が容易になった。前照灯・尾灯は1000形では丸型であったが、2000形では角型となった。前面下部には大型のステップが設けられた。
車体断面は1000形より角ばった形状とされ、側窓と屋根との間が平面的になった。乗降口は上下に20mm拡大された。車体形状の変化に伴い、1000形より1両あたり0.4 - 1.4t自重が増加している。
塗装は1000形に準じた神戸市電由来の緑の濃淡2色であり、上半分がパールグリーン、下半分と帯部がライトグリーンの塗り分けであるが、ライトグリーンは1000形よりも明るい色調となっている。前面の塗り分けが簡素化されており、側面窓上の濃い緑のラインは1000形より高い位置に変更され、乗務員扉後部で屈曲しない一直線のデザインとなった。シンボルマークのUマークは、全編成とも搬入時より描かれている。

### 主要機器
走行機器、電装品などの基本的な仕様は1000形を踏襲した。
同年に登場した北神急行7000系は主回路制御装置にVVVFインバータ制御を導入したのに対し、当形式は1000形と同一の電機子チョッパ制御とされた。これはパワーエレクトロニクス機器からノイズが発生し、それが床下近くに設置されている自動列車制御装置 (ATC) の車内信号や誘導無線等の微細しか流れない電流に影響を受ける可能性があったためである。
台車は1000形と同様、住友金属工業（現・新日鐵住金→日本製鉄）製のS型ミンデン空気ばね台車であるFS393を採用した。
主電動機は出力130kWのMB-3299-Aを各電動車に4基搭載する。駆動方式は平行可撓歯車継手式、歯車比は98:15 (6.53) である。
保安装置は自動列車制御装置（ATC）と自動列車運転装置（ATO）を採用している。ATC制限速度は0、15、25、45、60、75、90km/hが設定されており、運転席の速度計に設けられた車内信号に表示される。

## 改造工事

### 快速運転対応
1993年からの快速列車の運転開始に備え、2000形には1000形・3000形とともに方向幕への「快速」表示の追加が行われた。先頭車前面には種別表示灯が設置された。

### 更新工事
1000形の更新に続き、2000形も2013年（平成25年）から製造元の川崎重工業で客室のリニューアルおよび主回路装置のIGBT-VVVF化、補助電源のSIV化が行われた。更新車は「2000-02形」に形式変更されたが、車体に取り付けられている車両番号プレート類の変更はない。
最後まで電機子チョッパ制御で残った2122編成も、2014年12月にVVVF化され、本系列の更新が完了した。これにより、神戸市交通局及び相互乗り入れ先の北神急行電鉄が所有する全編成がVVVFインバータ制御となった。なお、2014年に2122編成の車内照明がLED化されている。
このほか、2002年（平成14年）より全車に転落防止幌設置工事が実施されている。

## 運用
北神線の谷上駅 - 新神戸駅間と、西神・山手線の新神戸駅 - 西神中央駅間で運用されていた。

## 廃車

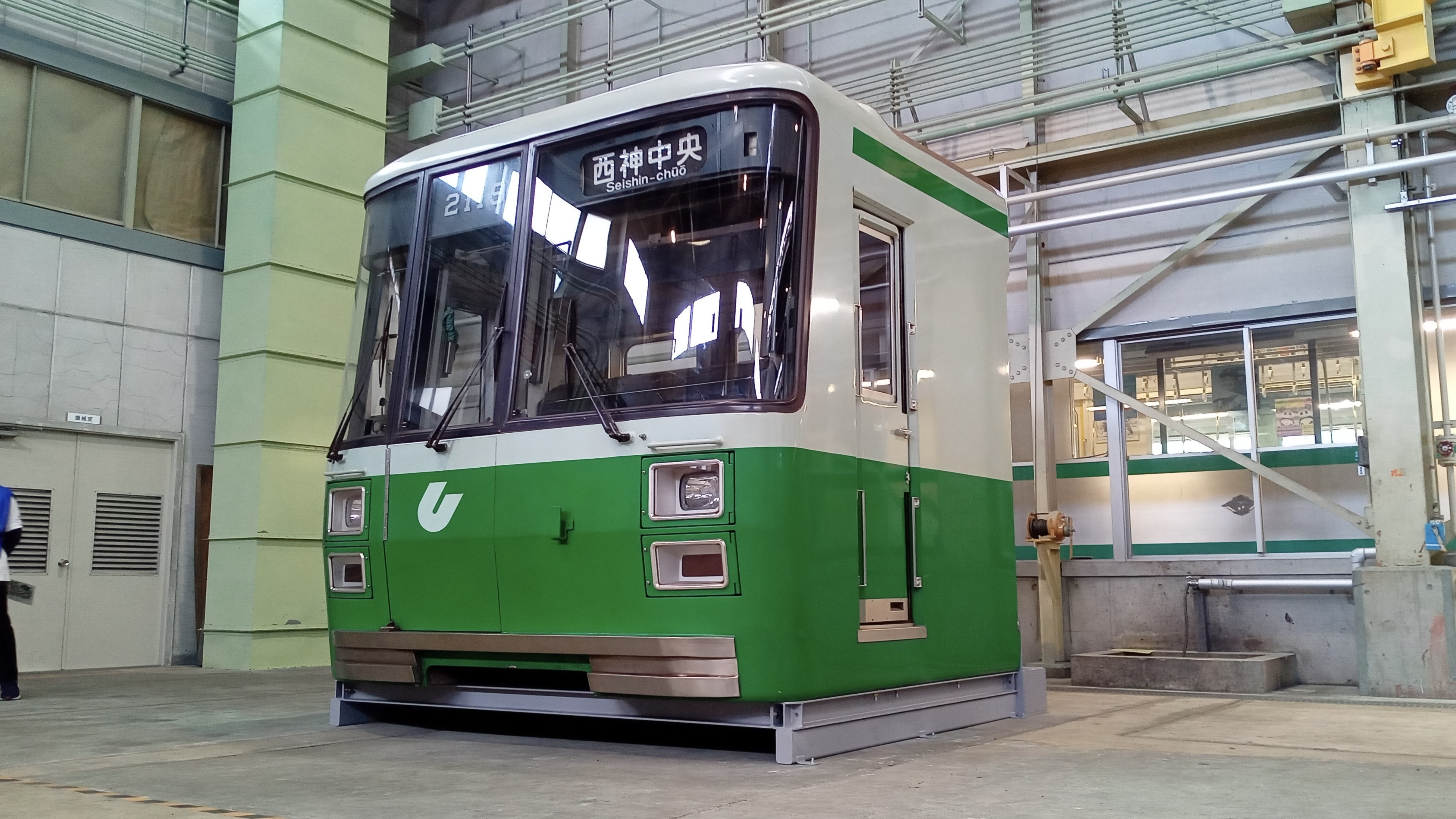
名谷車両基地に保存されている2119号車の前頭部

2019年度から6000形の投入による全車両の置き換えが発表され、1000形・3000形とともに2000形も全車が廃車の対象となった。
2022年3月に2119・2120編成が廃車され、残った2121・2122編成も2022年12月に廃車となった。
2023年10月現在、2119号のカットモデルは名谷車両基地に保存されている。

## 編成表
車両番号の下2桁は、1000形からの続番である。2400形は女性専用車両。
|           |      | ← 西神中央新神戸・谷上 → | ← 西神中央新神戸・谷上 → | ← 西神中央新神戸・谷上 → | ← 西神中央新神戸・谷上 → | ← 西神中央新神戸・谷上 → | ← 西神中央新神戸・谷上 → | 編成竣工  | T'車竣工   | 更新改造竣工   | 廃車日         |
| 号車      | 号車 | 1                        | 2                        | 3                        | 4                        | 5                        | 6                        | 編成竣工  | T'車竣工   | 更新改造竣工   | 廃車日         |
| 形式      | 形式 | Mc2                      | M1                       | T                        | T'                       | M1'                      | Mc2'                     | 編成竣工  | T'車竣工   | 更新改造竣工   | 廃車日         |
| 編成 番号 | 19   | 2119                     | 2219                     | 2319                     | 2419                     | 2519                     | 2619                     | 1988年2月 | 1989年11月 | 2013年2月18日  | 2022年3月31日  |
| 編成 番号 | 20   | 2120                     | 2220                     | 2320                     | 2420                     | 2520                     | 2620                     | 1988年3月 | 1989年11月 | 2013年12月19日 | 2022年3月31日  |
| 編成 番号 | 21   | 2121                     | 2221                     | 2321                     | 2421                     | 2521                     | 2621                     | 1988年3月 | 1989年11月 | 2014年2月17日  | 2022年12月13日 |
| 編成 番号 | 22   | 2122                     | 2222                     | 2322                     | 2422                     | 2522                     | 2622                     | 1988年3月 | 1989年11月 | 2014年12月11日 | 2022年12月13日 |

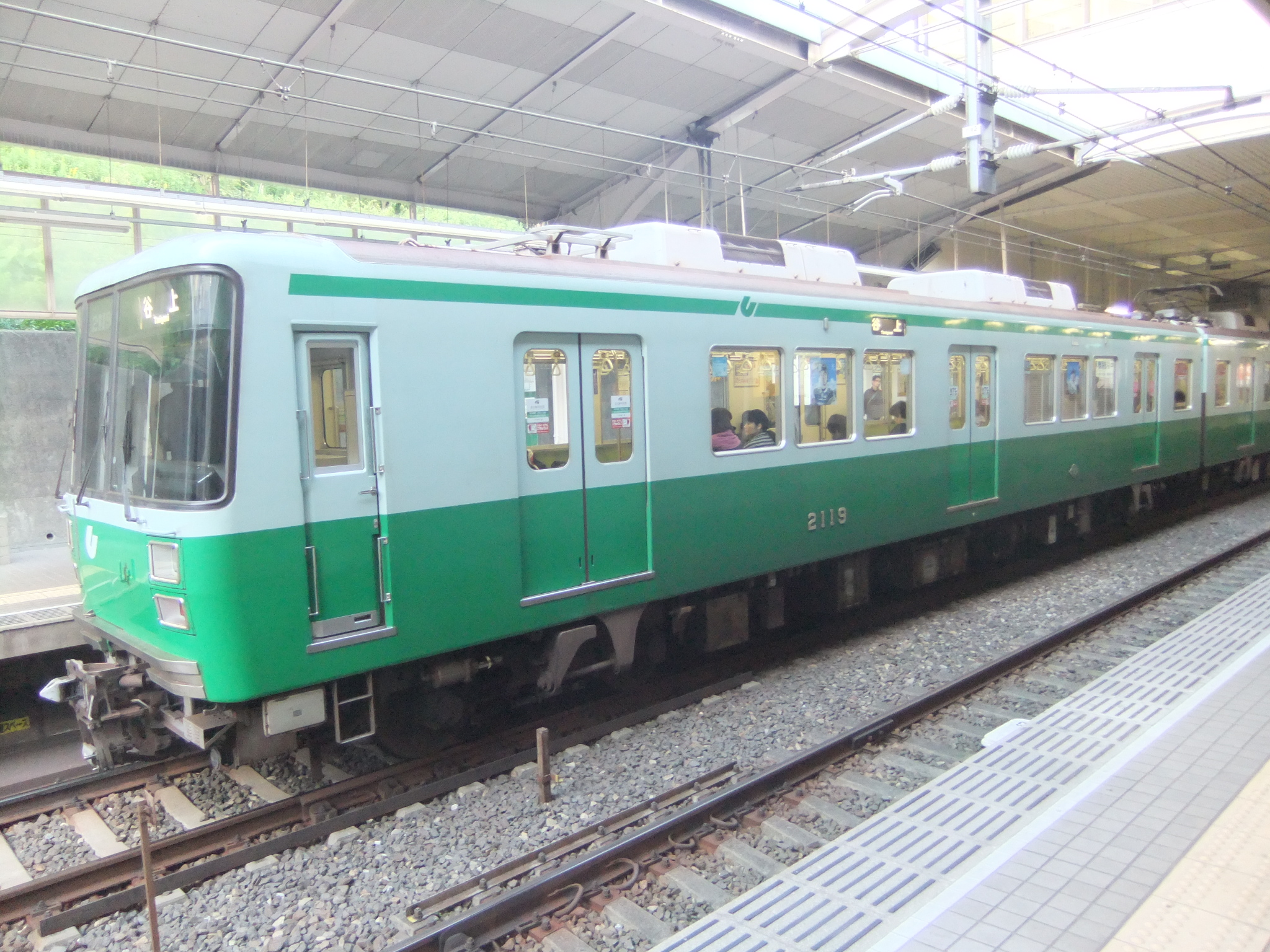
2100形
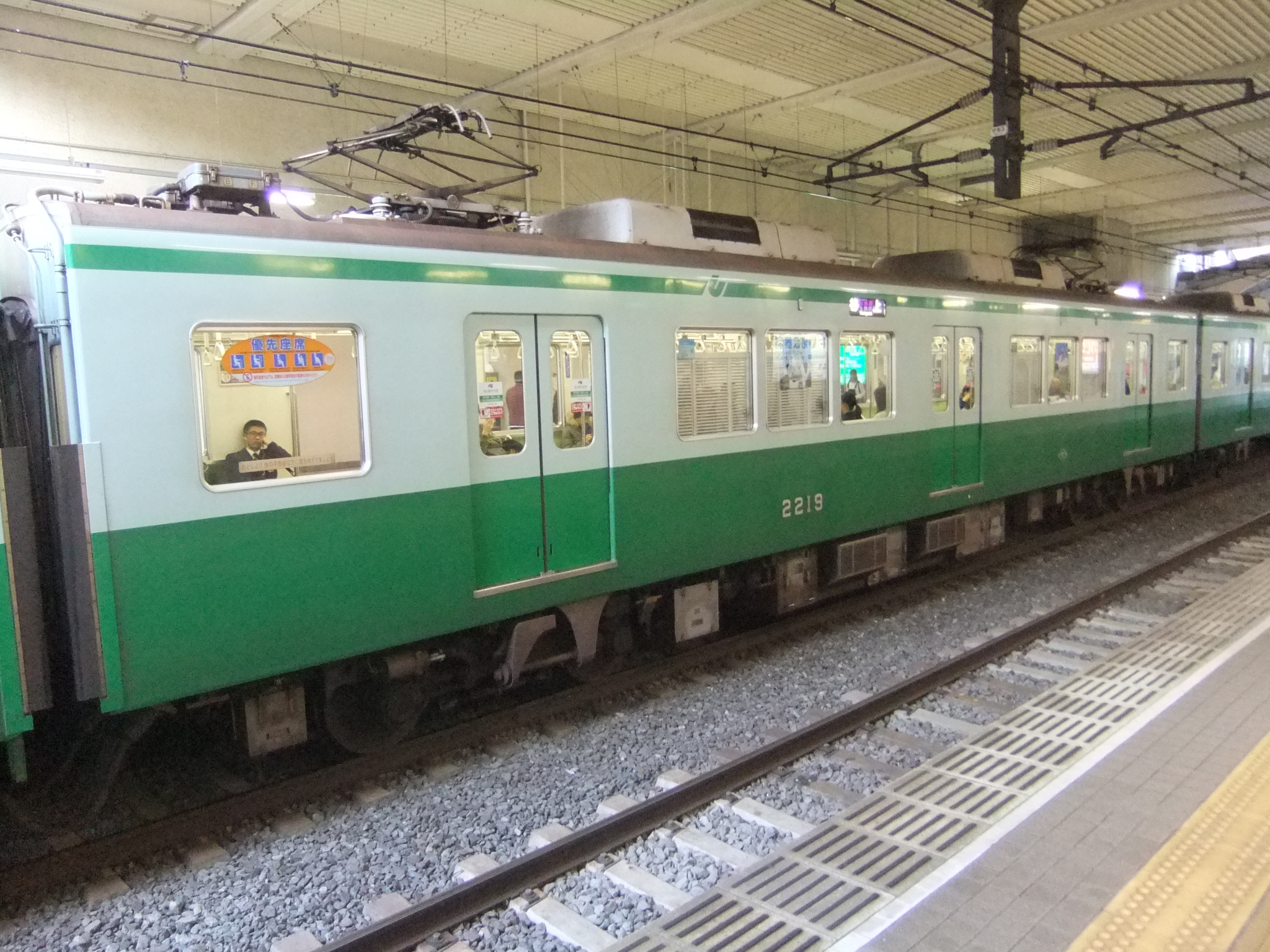
2200形
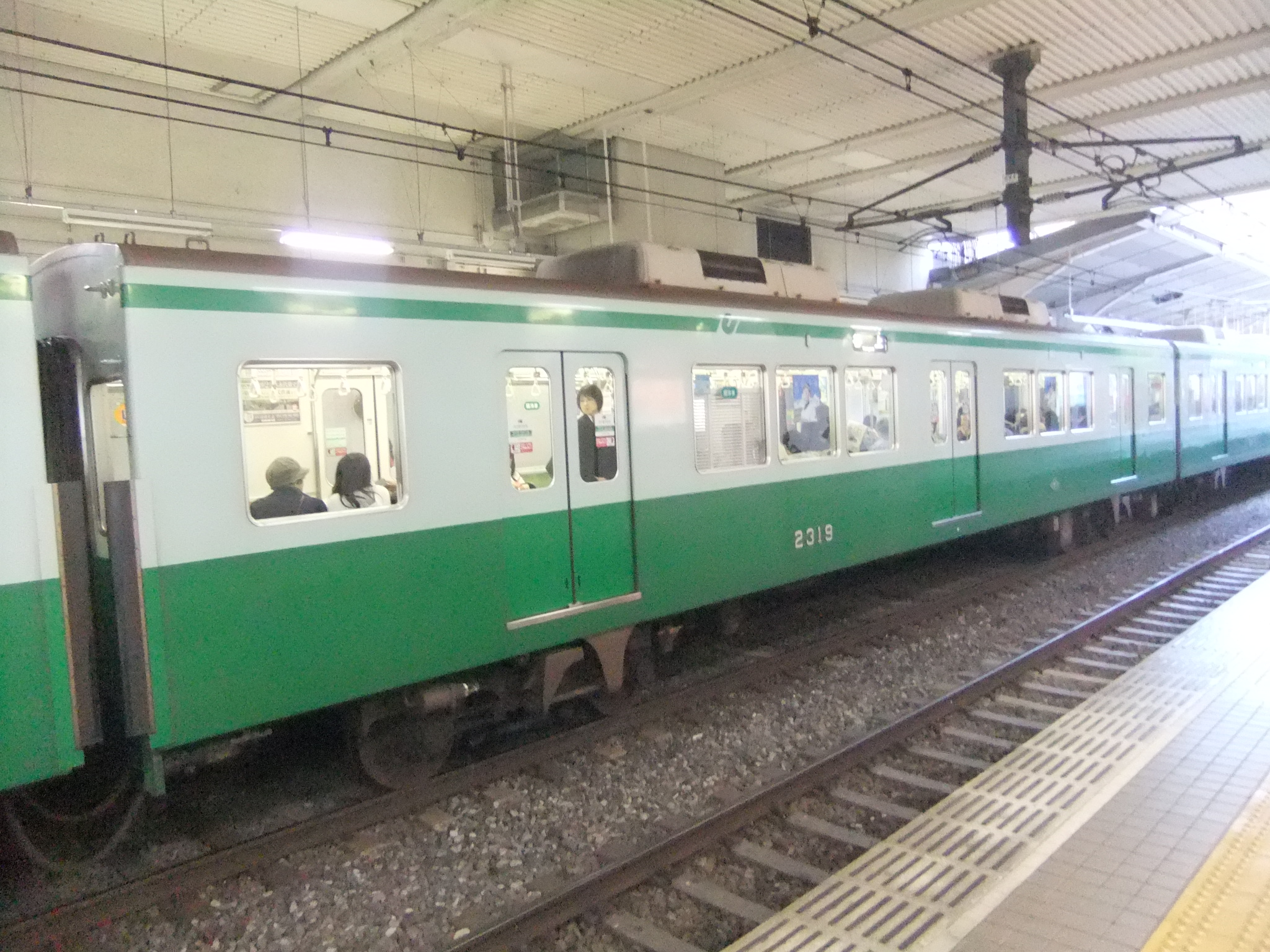
2300形
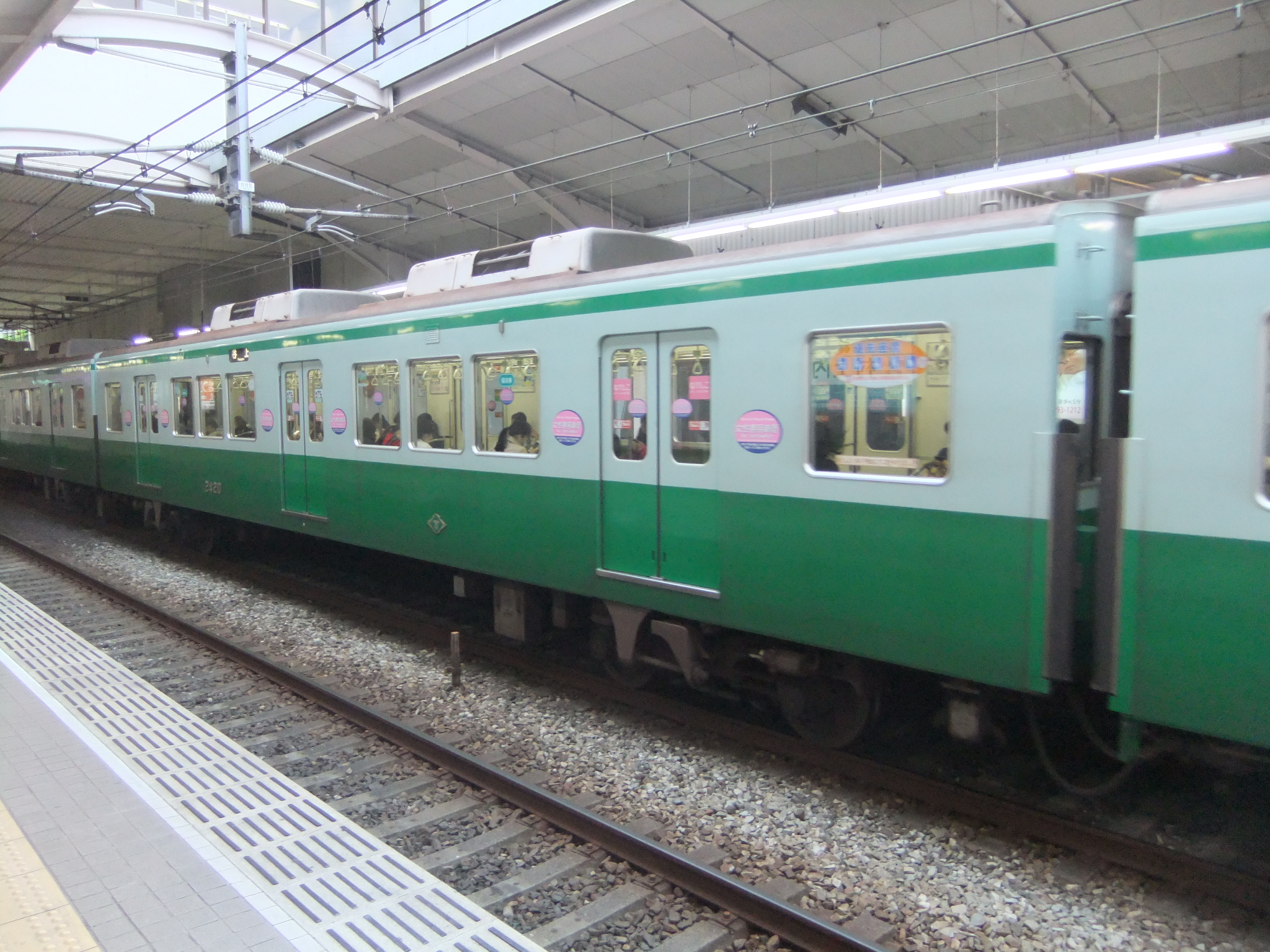
2400形
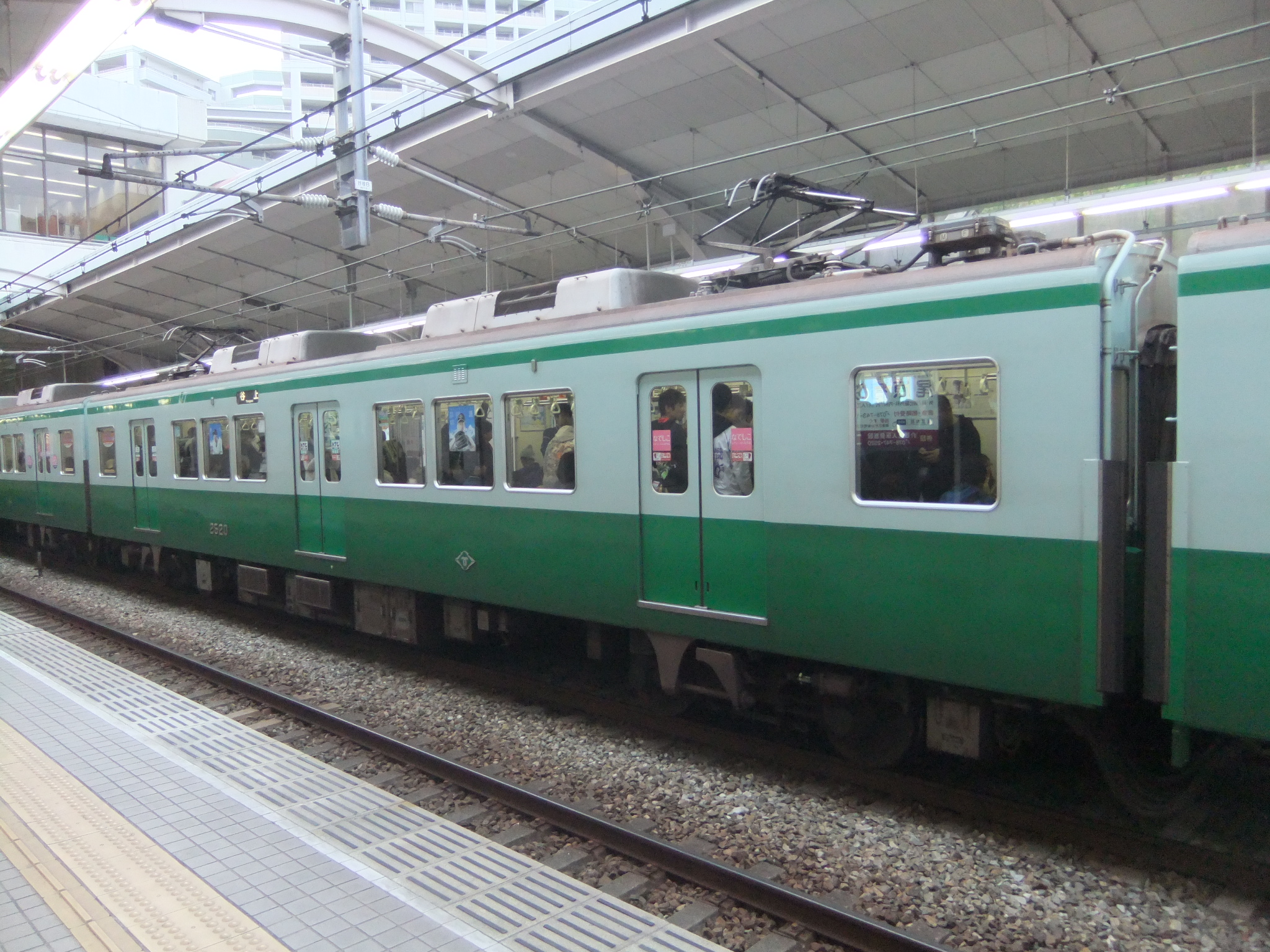
2500形
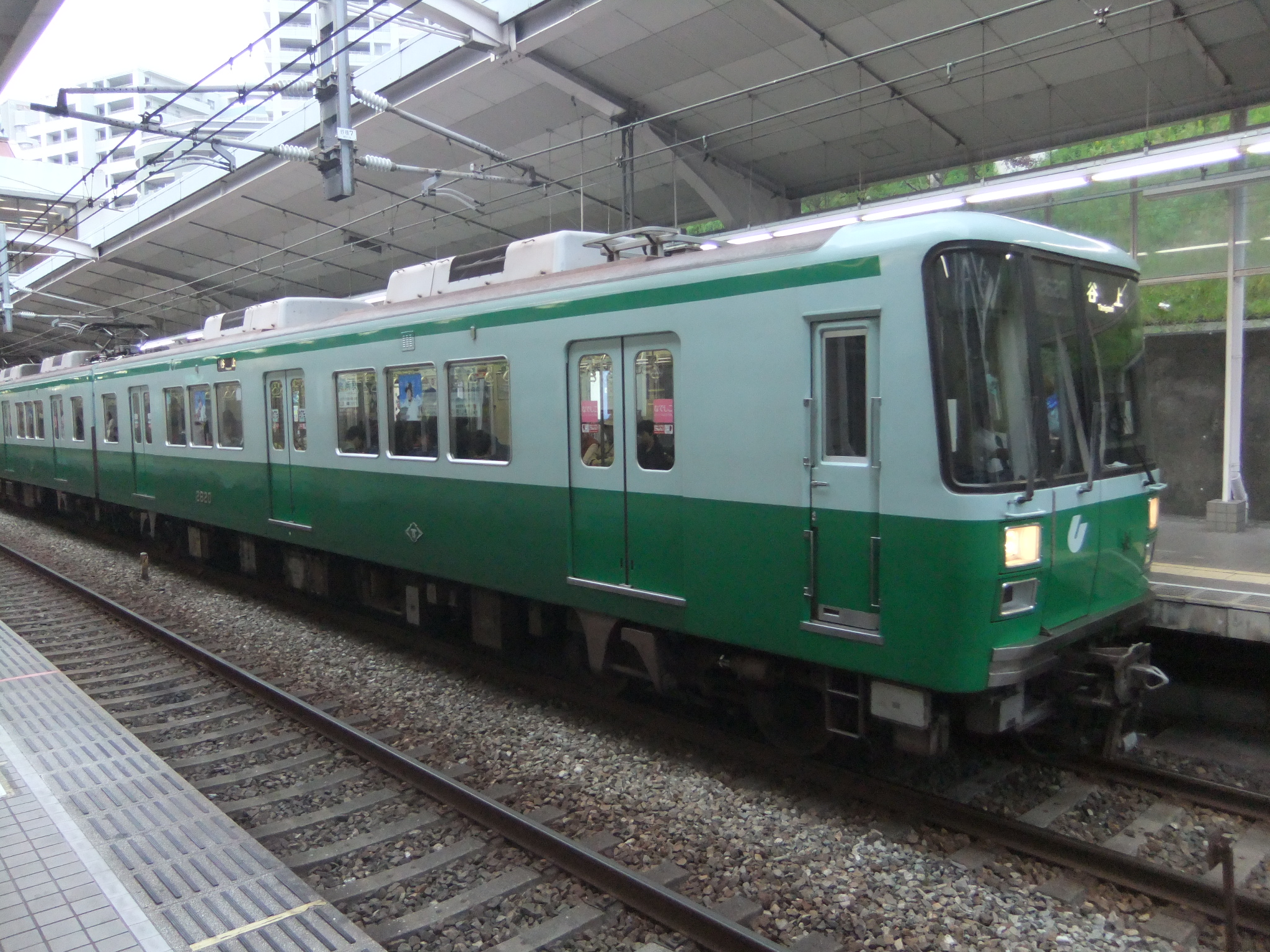
2600形